# Bujankowate
Bujankowate (Bombyliidae) – rodzina owadów z rzędu muchówek licząca około 3000 gatunków. Owady z tej rodziny mają od 1 do 25 mm długości, krępe, pokryte włoskami ciało. Imagines żywią się nektarem pobieranym za pomocą ssawki, larwy są pasożytami innych owadów.